# Spinner (Köder)

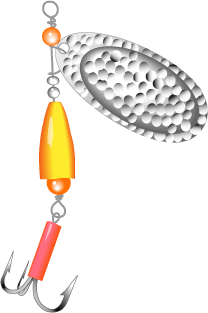
Spinner

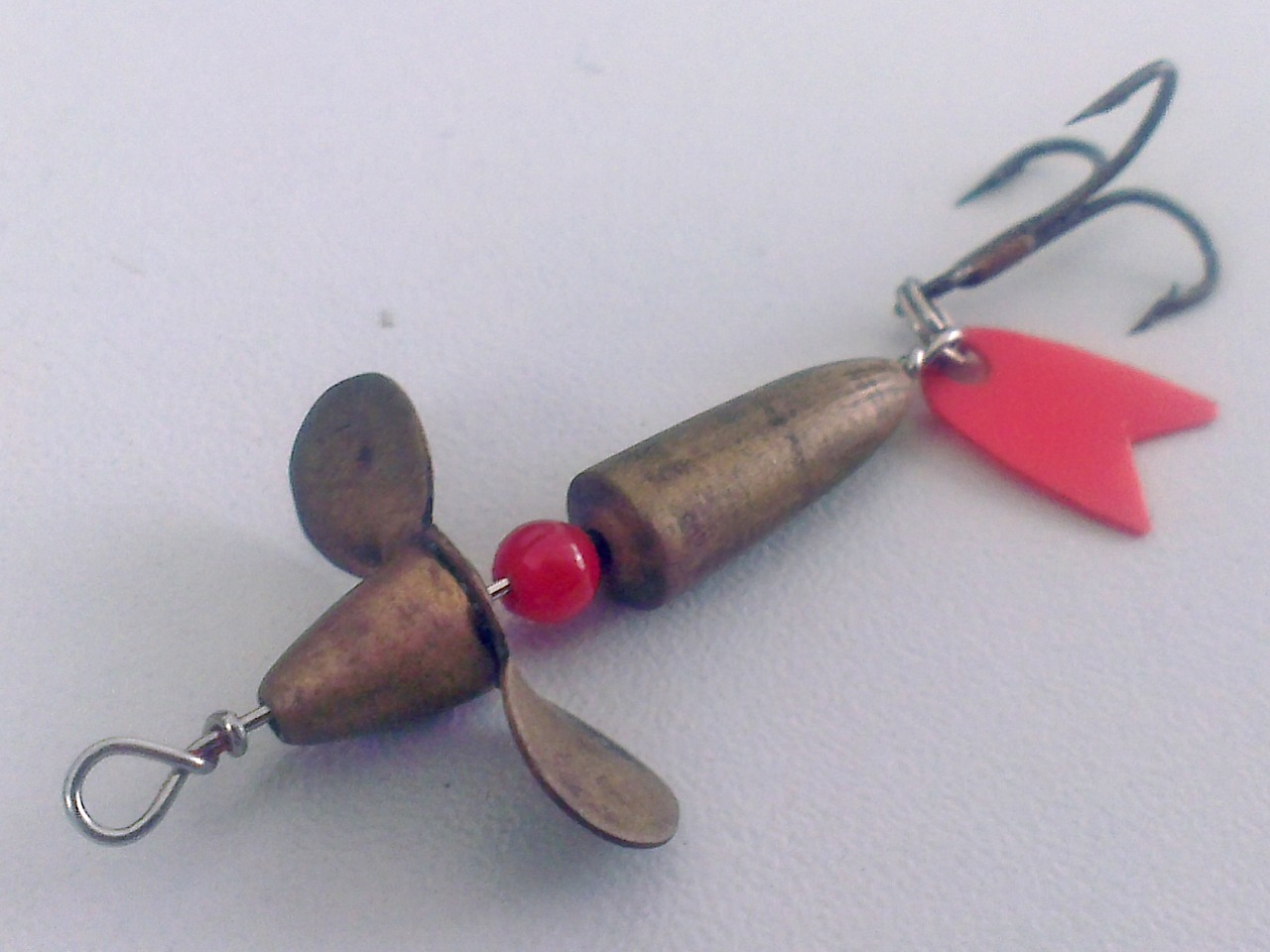
Ältere Form eines rekonstruierten Devon Spinners

Der Spinner (abgeleitet vom englischen to spin „sich drehen, rotieren“), Schwinglöffel oder Terribles ist ein Kunstköder im Angelsport. Er besteht aus einem Metallblatt, welches auf Zug um seine Achse rotiert und durch die so entstehenden Reize (Druckwellen) Raubfische zum Biss verleitet. Durch diese Druckwellen wird das Seitenlinienorgan (Ferntastsinn) des Fisches gereizt. Auch die farbliche Gestaltung des Metallblattes kann sich auf das Beißverhalten auswirken, so gibt es Varianten in Schockfarben (orange, neongelb) und Signalfarben (rot) sowie natürlichere Alternativen (rotgold, silber oder golden glänzend sowie Schuppen oder Augen).

## Geschichte

### Mepps-Spinner
Einer der bekanntesten Spinner ist der Mepps. Er wurde im Jahr 1938 von dem Franzosen Andre Meunart erfunden. Erst nach dem Krieg fand er Einzug in die damaligen Angelläden. 1951 nahm Todd Sheldon, der Besitzer eines erfolgreichen Geräteladens in Antigo (Wisconsin), den Mepps-Spinner in sein Sortiment auf.